# Mjösjön (Arnäs socken, Ångermanland)
Mjösjön är en sjö i Örnsköldsviks kommun i Ångermanland och ingår i Idbyåns huvudavrinningsområde. Sjön har en area på 0,289 kvadratkilometer och ligger 90,1 meter över havet.

## Delavrinningsområde
Mjösjön ingår i det delavrinningsområde (703479-165350) som SMHI kallar för Utloppet av Torsbölessjön. Medelhöjden är 118 meter över havet och ytan är 20,45 kvadratkilometer. Räknas de 3 avrinningsområdena uppströms in blir den ackumulerade arean 61,8 kvadratkilometer. Täftån som avvattnar avrinningsområdet har biflödesordning 2, vilket innebär att vattnet flödar genom totalt 2 vattendrag innan det når havet efter 13 kilometer. Avrinningsområdet består mestadels av skog (78 procent). Avrinningsområdet har 1,11 kvadratkilometer vattenytor vilket ger det en sjöprocent på 5,4 procent.